# Abdul Jalil Rahmat Shah di Johor
Abdul Jalil Rahmat Shah, noto anche come Raja Kecil (Minangkabau, 1699 o 1700 – 1746), è stato sultano di Johor dal 1718 al 1721 e di Siak Sri Indrapura dal 1725 al 1746.

## Biografia
Alla morte di Ibrahim Shah nel febbraio del 1685, suo padre, Mahmud Shah II, salì al trono e gli affari di stato vennero lasciati al bendahara Tun Abdul Majid Habib. Crescendo, Mahmud Shah appariva sempre più capriccioso e il regno gradualmente cadde in uno stato di caos. Questa instabilità fu esacerbata nel 1697 alla morte di Tun Habib. Anche se il figlio del bendahara, Tun Abdul Jalil, ereditò la sua posizione e mantenne una certa stabilità e per qualche tempo il sultanato cadde in uno stato di sconvolgimento nel 1699, quando suo padre Mahmud Shah venne assassinato da un capo locale, Megat Seri Rama, la cui moglie incinta era stata giustiziata per ordine del sultano. L'assassino agì mentre il sultano rientrava dalla preghiera del venerdì.
L'assassinio di suo padre Mahmud Shah segnò la fine del ramo di Johor della stirpe reale di Malacca e generò una profonda crisi per due motivi: in primo luogo, il regicidio era un atto di tradimento, una grave offesa secondo la visione del mondo malese, e in secondo luogo, perché Mahmud Shah non aveva alcun figlio maschio noto.
Per occupare il trono vacante, l'aristocrazia proclamò Tun Abdul Jalil suo successore come sultano a Kota Tinggi il 3 settembre 1699. Dopo l'ascesa al trono fece uccidere tutte le mogli del defunto sultano al fine di evitare ogni possibilità di eventuali future pretese al trono. Tuttavia, secondo l'Hikayat Negeri Johor (Cronache dello Stato di Johor) e i "Manoscritti Pahang", una moglie, Che Mi, riuscì a fuggire a Minangkabau e diede alla luce un bambino che chiamò Abdul Jalil Rahmat.
L'ascesa al trono di Abdul Jalil tuttavia, non ricevette il sostegno unanime di tutte le fazioni del regno. Molti misero in discussione la sua legittimità. Uomo profondamente religioso, Abdul Jalil a poco a poco perse interesse nel governo del suo regno dedicando invece il suo tempo alla fede e alla sua sposa originaria dall'Aceh, Che Nusamah.
Dopo la sua contestata ascesa al trono, gli insediamenti nel Minangkabau di Rembau, Sungei Ujong e Naning, esistenti dalla metà del XV secolo, iniziarono a sfidare l'autorità del sultanato. Nel 1717 apparve sulla scena Raja Kecil di Siak che sosteneva di essere il figlio nato postumo del defunto Mahmud Shah. Sostenuto dal Minangkabau, fu bene accolto anche da molti soggetti del Johor che speravano nella restaurazione della dinastia di Malacca.
Nel 1718 fece la sua comparsa Abdul Jalil Rahmat noto anche come Raja Kecil, che si presentò come il figlio postumo apparve sul fiume Riau con le truppe del Minangkabau e riuscì a vincere la flotta reale. Fu poi in grado di catturare la capitale del sultanato, situata nelle isole Lingga e a proclamarsi sultano, adottando l'appellativo di Abdul Jalil Rahmat Shah.
Dopo la vittoria delle forze di Raja Kecil, il deposto Abdul Jalil Shah IV riassunse l'incarico di bendahara del regno e prese residenza a Kota Tinggi. Alla fine del 1718 però si ritirò nel Terengganu e l'anno successivo nel Pahang. In data 11 luglio 1721, elesse Kuala Pahang sua nuova capitale e tentò di recuperare il suo regno con l'appoggio dei nobili di Johor, Pahang e Kelantan.
A questo punto c'erano tre centri di potere nel mondo malese. Raja Kecil a Riau, Abdul Jalil IV sulla costa orientale della penisola malese e i bugis del Selangor e delle isole Lingga. Alla fine a trionfare furono i bugis, in parte perché Raja Kecil danneggiò la sua popolarità facendo assassinare il suo predecessore.
Abdul Jalil fu infatti ucciso da un sicario inviato da Raja Kecil mentre era in preghiera a bordo della sua nave ancorata a Kuala Pahang il 21 novembre 1721. L'ex sultano fu sepolto nel locale cimitero reale.
Raja Kecil ammise la sconfitta nel 1722 e i bugis proclamarono sultano Raja Sulaiman, sesto figlio di Abdul Jalil Shah IV.
Il deposto sultano si rifugiò nell'isola di Sumatra dove fondò il sultanato di Siak Sri Indrapura.
Morì nel 1746 e gli succedette il figlio omonimo.